# Улкатчо 13
Улкатчо 13 (англ. Ulkatcho 13) — індіанська резервація в Канаді, у провінції Британська Колумбія, у межах регіонального округу Карібу.

## Населення
За даними перепису 2016 року, індіанська резервація не ма постійного населення.

## Клімат
Середня річна температура становить 1,6°C, середня максимальна – 17,4°C, а середня мінімальна – -17,4°C. Середня річна кількість опадів – 404 мм.
| Клімат поселення                              | Клімат поселення | Клімат поселення | Клімат поселення | Клімат поселення | Клімат поселення | Клімат поселення | Клімат поселення | Клімат поселення | Клімат поселення | Клімат поселення | Клімат поселення | Клімат поселення | Клімат поселення |
| Показник                                      | Січ.             | Лют.             | Бер.             | Квіт.            | Трав.            | Черв.            | Лип.             | Серп.            | Вер.             | Жовт.            | Лист.            | Груд.            |                  |
| Середній максимум, °C                         | −3,38            | −0,57            | 4,34             | 8,92             | 13,25            | 16,79            | 17,40            | 17,41            | 13,69            | 8,50             | 1,22             | −4,36            |                  |
| Середня температура, °C                       | −10,38           | −7,57            | −2,67            | 1,91             | 6,26             | 9,78             | 11,98            | 11,98            | 8,26             | 3,09             | −4,2             | −9,78            |                  |
| Середній мінімум, °C                          | −17,39           | −14,57           | −9,68            | −5,08            | −0,74            | 2,80             | 6,55             | 6,55             | 2,83             | −2,36            | −9,6             | −15,21           |                  |
| Норма опадів, мм                              | 36               | 20               | 17               | 19               | 32               | 46               | 44               | 36               | 29               | 39               | 48               | 38               |                  |
| Середньомісячна швидкість вітру, м/с          | 1.70             | 1.80             | 2.10             | 2.30             | 2.30             | 2.30             | 2.30             | 2.00             | 1.90             | 2.00             | 2.00             | 1.66             |                  |
| Середньомісячна сонячна радіація, кДж/м²·день | 2760             | 5410             | 9996             | 14642            | 18243            | 19819            | 19920            | 16844            | 11669            | 6334             | 3068             | 2041             |                  |
| --------------------------------------------- | ---------------- | ---------------- | ---------------- | ---------------- | ---------------- | ---------------- | ---------------- | ---------------- | ---------------- | ---------------- | ---------------- | ---------------- | ---------------- |
| Джерело:                                      |                  |                  |                  |                  |                  |                  |                  |                  |                  |                  |                  |                  |                  |